# Association européenne contre les violences faites aux femmes au travail
L'Association européenne contre les violences faites aux femmes au travail (AVFT) fondée en 1985 est une association militante pour la reconnaissance du phénomène de harcèlement sexuel dans le cadre du travail en Europe,,. Son activité principale est l'aide aux femmes harcelées ; le champ d'intervention et de compétence va du conseil juridique à l'écoute, de la documentation à l'accompagnement dans les démarches et/ou procédures, jusqu'à l'implication dans le dossier par la saisine d'instances ou la constitution de partie civile.
L'association mène également des activités de lobbying auprès des institutions publiques. Son travail en faveur de l'établissement de cadres juridiques aboutira en France à la loi du 2 novembre 1992 sur le harcèlement  sexuel dans les relations de travail,,,.